# Levy Mwanawasa
Levy Patrick Mwanawasa (ur. 3 września 1948 w Mufulirze, zm. 19 sierpnia 2008 w Paryżu) – zambijski prawnik i polityk, trzeci prezydent kraju od 2 stycznia 2002 do śmierci.

## Zarys biografii
Urodził się w Mufulirze, jako drugie z dziesięciorga dzieci swoich rodziców. Miał żonę Maureen (1963-2024) i czworo dzieci: Chipokotę, Matola, Lubonę i Ntembego. Miał również dwoje innych dzieci (Miriam i Patrick) z pierwszego małżeństwa.
29 czerwca 2008 prezydent Levy Mwanawasa doznał udaru mózgu w Egipcie przed zaplanowanym szczytem Unii Afrykańskiej w Szarm el-Szejk. 1 lipca 2008 Mwanwasa został przetransportowany do szpitala we Francji. 19 sierpnia 2008 roku, tuż przed swoimi 60. urodzinami, prezydent zmarł. Obowiązki prezydenta kraju na czas hospitalizacji Mwanawasy, jak i też po jego śmierci, przejął wiceprezydent Rupiah Banda.